# わたしを離さないで (映画)
『わたしを離さないで』（わたしをはなさないで、Never Let Me Go）は、2010年のイギリス映画。カズオ・イシグロが2005年に発表した同名のSF小説を原作とするドラマ映画。アレックス・ガーランドが脚本を執筆し、マーク・ロマネクが監督、キャリー・マリガン、アンドリュー・ガーフィールド、キーラ・ナイトレイが主演した。
2010年9月3日に第37回テルライド映画祭で初めて上映され、その後第35回トロント国際映画祭、第54回ロンドン映画祭、第23回東京国際映画祭などで上映された。

## ストーリー
「1952年 不治とされていた病気の治療が可能となり  1967年 人類の平均寿命は100歳を超えた」
手術室の前。キャシーは介護人になって9年だが満たされず、「ひずみ」がたまっている。
1978年。思い出すのは緑豊かな自然に囲まれた寄宿学校ヘールシャムだ。キャシー、ルース、トミーの3人は幼い頃から一緒に過ごす。外界と完全に隔絶したこの施設にはいくつもの謎があり、外で生徒が殺されたり、餓死したという。「保護官」と呼ばれる先生に教わり、絵や詩の創作はマダムのギャラリーに送られていた。学校では頻繁な健康診断も買い物の練習も行われる。キャシーはトミーからJudy BridgewaterのSongs after Darkというミュージックテープをもらい、その中の曲“Never let me go”を聴く。絵は重要ではないといい、「明解な説明がなされてない」「あなた方の人生はすでに決められている」「中年になる前に臓器提供が始まる」「大抵は3度目か4度目の手術で短い一生を終える」「自分というものを知ることで“生”に意味を持たせて下さい」と言ったルーシー先生は校長に辞めさせられる。
1985年、18歳になってみんな提供臓器によって施設に別れるのだが、3人はコテージと呼ばれる場所で共同生活を始める。恋人同士となったルースとトミーの傍でキャシーは孤立していく。他から来たクリシーとロッドは真剣な恋だと分かると「提供猶予」があるはずと訊くが噂話だといって落胆させる。海岸沿いでルースは自分の「オリジナル」かもという人を見るが、似てないと否定する。ルースは噂を信じ、ギャラリーに絵を提出していなかったと悔む。キャシーは介護生を申請してコテージを出ていくが、車には「国立提供者プログラム」と書かれている。ルースとトミーも別れ、3人の関係が断ち切られる。
「終了　1994年」。優秀な介護人となったキャシーは1回目か2回目の手術で「終了」になった人々との別れが辛くなる。看護婦は「覚悟していると本当に終了になる」と教える。ルースやトミーと再会を果たし、海岸へ行った時、ルースは嫉妬から2人を別れさせて悪かったと謝り、「提供猶予」が頼めるというマダムの住所を差し出す。昔キャシーがポルノ雑誌を見たのは、性欲からではなく自分のオリジナルを探すためだったことを僕はわかっていたとトミーが話す。3度目の手術でルースは「終了」。数年前からトミーが大量に描き始めていた絵を2人で持参し、マダムを訪ねるが、エミリー校長が出てきて今も昔も「猶予」はなかったし、絵は魂を探るためではなく、魂があるのかを知るためだったという。
【映画の冒頭に戻って】手術台のトミーが見える。トミーが「終了」して2週間後、キャシーにも1カ月後に最初の手術という通知が来て自問する。自分たちと救った人の間に違いがあるのか、“生”を理解することなく命が尽きるのはなぜか？

## キャスト
※括弧内は日本語吹替
- キャシー - キャリー・マリガン（三ッ木勇気）
  - 子供時代のキャシー - イゾベル・ミークル＝スモール（安武みゆき）
- トミー - アンドリュー・ガーフィールド（石母田史朗）
  - 子供時代のトミー - チャーリー・ロウ（竹内順子）
- ルース - キーラ・ナイトレイ（弓場沙織）
  - 子供時代のルース - エラ・パーネル（嶋村侑）
- エミリ先生 - シャーロット・ランプリング（弥永和子）
- ルーシー先生 - サリー・ホーキンス（山像かおり）
- マダム - ナタリー・リシャール
- ロドニー - ドーナル・グリーソン
- クリシー - アンドレア・ライズボロー

## 受賞・ノミネート
| 映画祭・賞                   | 部門                     | 候補                                                                    | 結果       |
| ---------------------------- | ------------------------ | ----------------------------------------------------------------------- | ---------- |
| 英国インディペンデント映画賞 | インディペンデント映画賞 |                                                                         | ノミネート |
| 英国インディペンデント映画賞 | 監督賞                   | マーク・ロマネク                                                        | ノミネート |
| 英国インディペンデント映画賞 | 脚本賞                   | アレックス・ガーランド                                                  | ノミネート |
| 英国インディペンデント映画賞 | 主演女優賞               | キャリー・マリガン                                                      | 受賞       |
| 英国インディペンデント映画賞 | 助演男優賞               | アンドリュー・ガーフィールド                                            | ノミネート |
| 英国インディペンデント映画賞 | 助演女優賞               | キーラ・ナイトレイ                                                      | ノミネート |
| ハリウッド映画祭             | ブレイクスルー男優賞     | アンドリュー・ガーフィールド （『ソーシャル・ネットワーク』に対しても） | 受賞       |
| パームスプリングス国際映画祭 | ブレイクスルー演技賞     | キャリー・マリガン （『ウォール・ストリート』に対しても）               | 受賞       |

## テレビ放送
| 回数 | テレビ局   | 番組名（放送枠名） | 放送日        | 放送時間      | 放送分数 | 放送形態 | 視聴率 |
| ---- | ---------- | ------------------ | ------------- | ------------- | -------- | -------- | ------ |
| 1    | 日本テレビ | 映画天国           | 2018年10月8日 | 25:59 - 27:59 | 120分    | 字幕版   |        |

- 視聴率はビデオリサーチ調べ、関東地区・世帯・リアルタイム。